# Bula timpanică

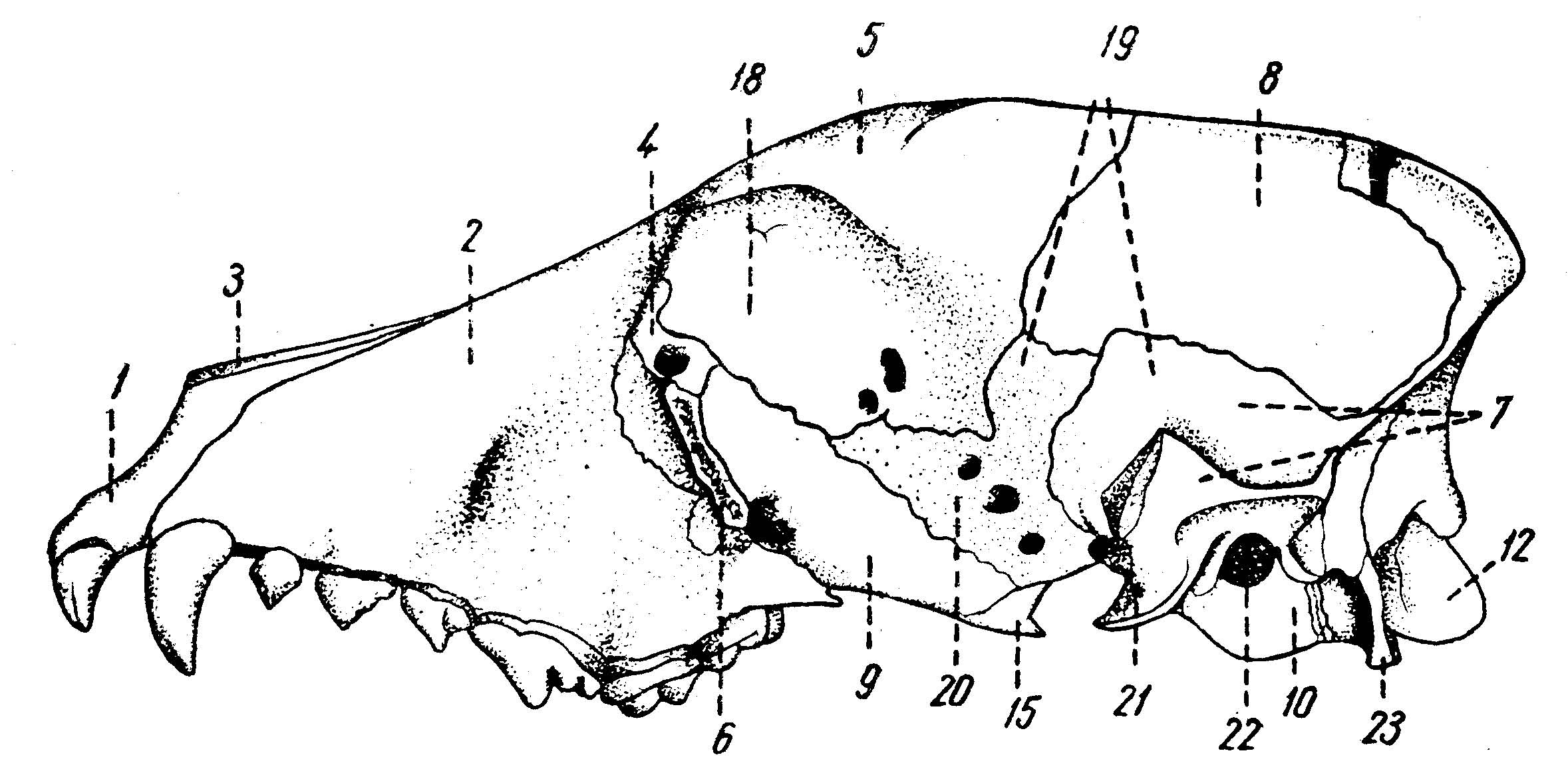
Scheletul capului de câine văzut lateral:
1 — intermaxilar; 2 — maxilar; 3 — nazal; 4 — lacrimal; 5 — frontal; 6 — jugal; 7 — scvamozal; 8 — parietal; 9 — palatin; 10 — bulă timpanică; 12 — occipital; 15 — pterigoid; 18 — orbită, contopită cu 19 — fosa temporală; 20 — alisfenoid; 21 — cavitate glenoidă; 22 — orificiu auditiv; 23 — apofiză paroccipitală.

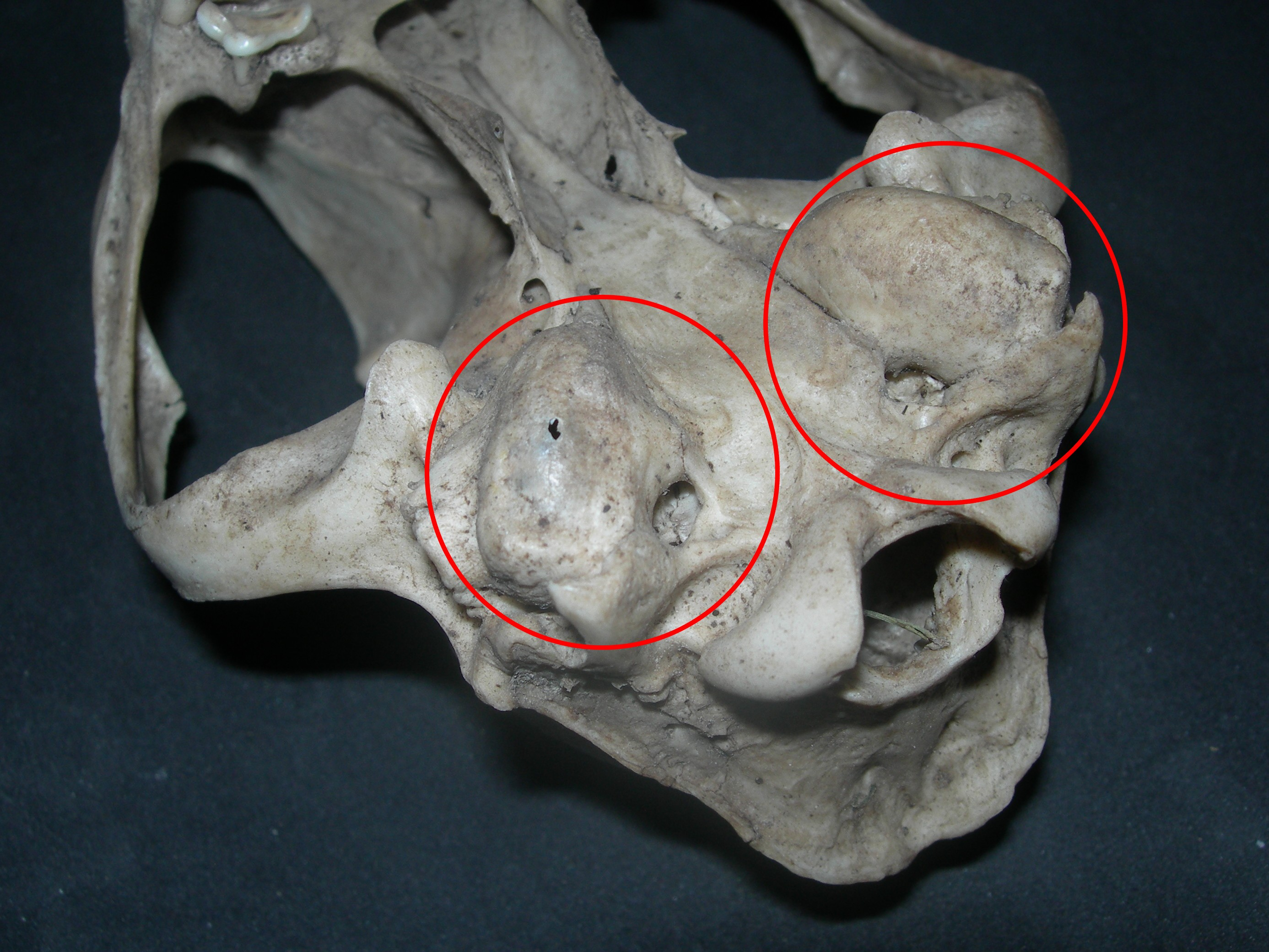
Bulele timpanice (încercuite cu roşu) de pe craniul unei vulpi roşii (Vulpes vulpes).

Bula timpanică sau bula auditivă este o formațiune anatomică la multe mamifere, formată de proeminarea puternică la baza craniului a peretelui extern al casei timpanului, și are forma unei jumătăți de sferă sau de ou. Ea este întâlnită la multe rozătoare, carnivore, cetacee și ungulate. Suprafața cea mai mare a acesteia este formată de regulă din osul timpanic, dar la compunerea ei pot lua parte și osul pietros (lemurieni, simieni), alisfenoidul (marsupiale), bazisfenoidul și scvamozalul. 
Important este faptul că la formarea bulei timpanice ia parte și un os de cartilaj nou, adică apărut pentru prima oară la mamifere, și numit osul endotimpanic sau os bullae. Acest os, așezat între pietros și timpanic, este prezent în craniul marsupialelor, insectivorelor, chiropterelor, xenartrelor, folidotelor, carnivorelor și ungulatelor și la majoritatea acestor grupuri el este sudat cu timpanicul, dar la carnivore el rămâne independent. 
Prin proeminarea peretelui casei timpanului sub forma bulei timpanice, cavitatea acesteia se mărește mult și se compartimentează, ajutând la întărirea sunetului. Urechile mari și bulele timpanice umflate avantajează acuitatea auditivă (în condițiile de deșert), dar favorizează și comunicarea dintre indivizi, pentru a percepe apropierea unui pericol sau a prăzii.

## În alte limbi:
- engleză - auditory bulla, tympanic bulla
- rusă - слуховой барабан, костный слуховой барабан
- franceză - bulle tympanique, bulle auditive